# Vincent Riendeau (hockey sur glace)
Pour les articles homonymes, voir Vincent Riendeau et Riendeau.
Vincent Riendeau (né le 20 avril 1966 à Saint-Hyacinthe au Canada) est un joueur professionnel canadien de hockey sur glace qui évoluait au poste de gardien de but. Il a notamment joué dans la Ligue nationale de hockey pour les Canadiens de Montréal, les Blues de Saint-Louis, les Red Wings de Détroit et les Bruins de Boston. Il a, par la suite, poursuivi et terminé sa carrière en Europe.